# Günter Pfeiffer
Günter Pfeiffer (* 20. April 1939) ist ein ehemaliger Fußballspieler aus der DDR.

## Sportlicher Werdegang
Unter Hansa-Trainer Gerhard Gläser bestritt Günter Pfeiffer am 18. Februar 1967 sein einziges Spiel für den F.C. Hansa Rostock in der höchsten Spielklasse der DDR, der Oberliga. An jenem 14. Spieltag trat Hansa mit Pfeiffer beim Aufsteiger 1. FC Union Berlin an und verlor im Stadion An der Alten Försterei vor 10.000 Zuschauern mit 0:3. Für mehrere Jahre spielte Günter Pfeiffer weiterhin für Hansa, allerdings für die 2. Herrenmannschaft, und im weiteren Verlauf seiner aktiven Laufbahn noch für die TSG Bau Rostock.